# Coppa AVC per club 2000 (femminile)
La Coppa AVC per club 2000 si è svolta dal 7 all'11 giugno 2000 a Shaoxing, in Cina. Al torneo hanno partecipato 6 squadre di club asiatiche ed oceaniane e la vittoria finale è andata per la prima volta allo Shanghai Dunlop.

## Squadre partecipanti
- Aero Thai
- Hualian
- NEC Red Rockets
- Shanghai
- Hyundai Hillstate
- Zhejiang

## Classifica finale
| Classifica | Squadre           |
| ---------- | ----------------- |
|            | Shanghai          |
|            | NEC Red Rockets   |
|            | Zhejiang          |
| 4          | Hyundai Hillstate |
| 5          | Aero Thai         |
| 6          | Hualian           |